# Битва при эль-Херри
Битва при эль-Херри (фр. Bataille d'Elhri, амар. — ⴰⵎⵜⵡⵉ ⵏ ⵍⵀⵔⵉ — Ametwi en Lehri), во французском военном жаргоне времён колониализма применялось название «стычка близ Хенифры» (фр. Affaire de Khénifra) — сражение между французской колониальной армией и войсками конфедерации амарцигов, берберских племён Марокко, состоявшееся 13 ноября 1914 года близ местечка эль-Херри в 15 километрах от Хенифры на территории Французского Марокко. Битва была частью Зайянской войны, в ходе которой амарциги противостояли продолжающейся французской экспансии во внутренние районы Марокко.
Командующий наступавшим на позиции противника отрядом полковник Рене Филипп Лавердюр был разочарован бездействием генерал-резидента Юбера Лиоте. Лиоте хотел добиться мира путём переговоров, которые планировалось вести с позиции силы после того, как армия одержит ряда побед. В связи с этим он, недооценив силы противника, вывел своё подразделение из Хенифры и начал наступление на лагерь амарцигов в эль-Херри. Первоначально с успехом захватив поселение, оставленное большей частью берберов, Лавердюр разорил его и, захватив с собой двух жён лидера конфедерации Мохи o Хамму Зайяни, отправился обратно в город. Однако по дороге в Хенифру его войска были неоднократно атакованы противником. В конце концов он принял решение отправить колонну с ранеными вперёд, а сам принял бой с большей частью своих войск и пал, сражённый амарцигами. Его группа же потеряла более 65 % своего состава.
Стратегически важная Хенифра была осаждена противником, что едва не стало катастрофой для всей французской кампании в Марокко, однако, благодаря своевременному подходу подкреплений, город удалось отстоять. Тем не менее, во французской и мировой историографии битва нередко называется самым тяжёлым поражением французов за всю их военную историю. В то же время в Марокко Хамму называют героем антиевропейского сопротивления, а саму битву — примером храбрости и отваги.

## Предыстория
Французский протекторат Марокко был установлен после вмешательства последней в Агадирский кризис 1911 года. Генерал-резидент Юбер Лиоте стал главой правительства колонии, и одной из основных целей его правительство было обеспечение безопасности «коридоров Тазы» в горах Среднего Атласа, которые соединяли Тунис с атлантическим побережьем Марокко. Однако исполнению этого плана мешали берберские племена Марокко, в том числе конфедерация племён амарцигов во главе с Мохой о Хамму Зайяни. Он выступал против французского вмешательства во внутренние дела Марокко с 1877 года и возглавлял от 4 до 4,2 тысяч «палаток».

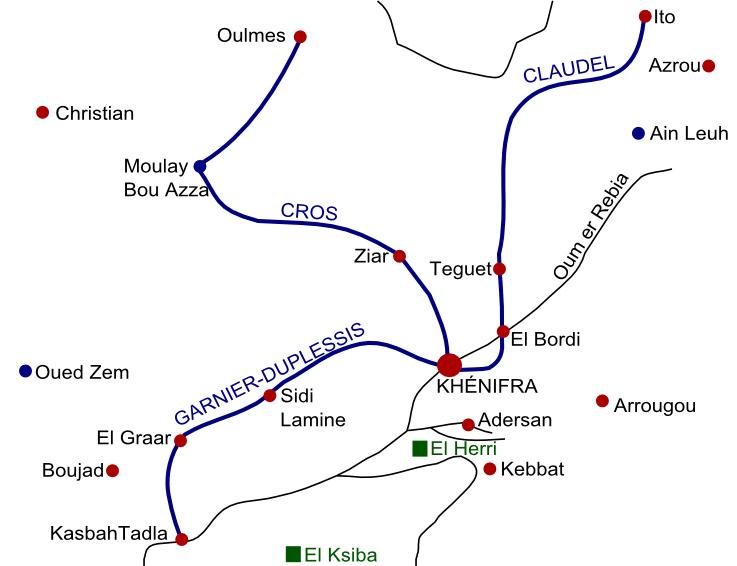
Маршруты, по которым французские колонны маршировали на Хенифру

Первоначальные попытки французов убедить Хамму пойти на мировую успехом не увенчались. Тогда, в мае 1914 года, Лиоте поручил генералу Полю Просперу Анри взять на себя командование всеми французскими войсками в этом регионе и начать наступление на города Таза и Хенифра, жизненно важные части «коридора». Несмотря на достаточно сильное сопротивление противника в районе второго города, Анри захватил оба города к середине июня и нанёс значительный урон противнику. Обеспечивая защиту района, он создал три мобильные группы, которые могли бы быстро реагировать на угрозы. Первая из них была организована в Хенифре под руководством полковника Рене Лавердюра, второй группой на западе от города командовал полковник Анри Эдуар Клодель, третью, на востоке, возглавил полковник Ноэль Гарнье-Дюплесси. В июле берберы участили свои нападения, атакую в первую очередь первую из них, однако Лиоте был полон решимости удерживать Хенифру в качестве удобного плацдарма для дальнейшего наступления и расширения французских владений в Марокко, назвав его оплотом против «враждебных масс берберов», а также местом, от которого зависел успех кампании и поддержание оккупации.
Успешно отразив несколько новых атак на Хенифру, Анри решил, что одержал верх в противостоянии с врагом, доказав, что даже при численном превосходстве противника, французы в состоянии разбивать его. Теперь амарциги оказались де-факто заперты в треугольнике, что был образован реками Умм-эр-Рбия и Серу, а также Атласскими горами, и были вынуждены вступить в конфликт с другими берберскими племенами за лучшее место для зимовки.

## Битва

### Атака Лавердюра
Во время военного совета, состоявшегося в тот же день [5 октября] Лиоте официально запретил любые действия на левом берегу Умм-эр-Рбии

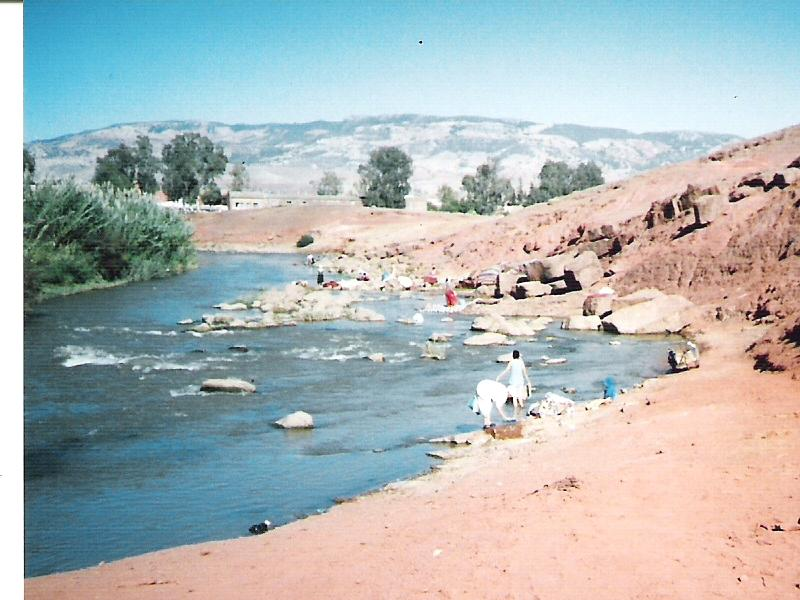
Умм-эр-Рбия

Лавердюр пробыл в Хенифре пять месяцев к тому моменту как Хамму разбил свой зимовочный лагерь в эль-Херри, небольшой деревне в 15 километрах от него. Хамму обещали мирные переговоры; из его конфедерации только что вышли пять племён, которые начали говорить о необходимости подчинения французам. Анри считал, что сопротивление амарцигов подходит к концу, а война близится к своему победному завершению. Он сохранял спокойствие и невозмутимость, дважды отказывая Лавердюру в разрешении на атаку лагеря берберов, опасаясь, что при любом исходе это повлияет на исход переговоров. Также ему казалось, что сил на то, чтобы одержать победу у полковника явно не хватит. Вместо наступления Лиоте приказал Рене держаться французского берега реки Умм-эр-Рбия, разрешив отправлять войска на другую сторону лишь при необходимости ведения обороны конвоя, сбора дерева или для строительства дороги.

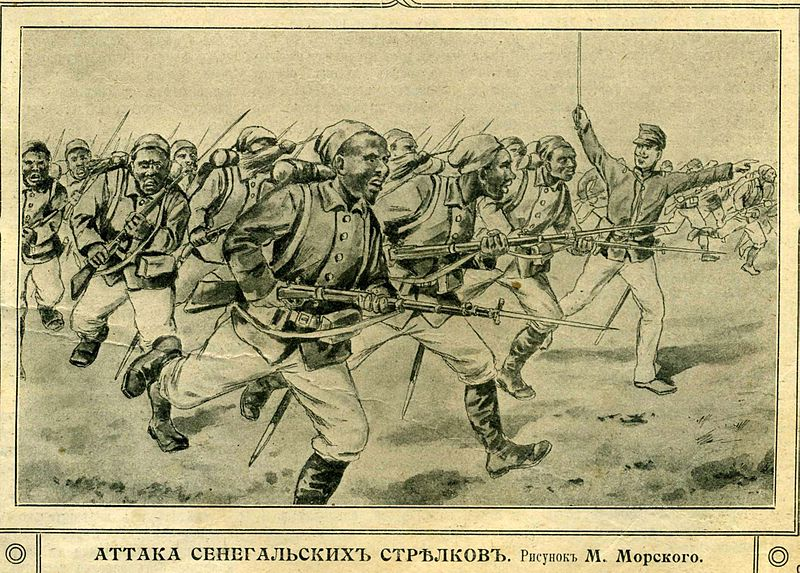
Сенегальские тиральеры участвуют в штыковой атаке. Рисунок из русского иллюстрированного журнала «Родина», создан в 1914 году

Однако Лавердюр решил нарушить данный ему приказ и вместо того, чтобы оставаться в Хенифре, отправился в атаку на эль-Херри практически со всем гарнизоном. Согласно данным, предоставленным французским посольством, он был разочарован бездействием войск на фронте. Колонна Лавердюра состояла из шести пехотных рот алжирских и сенегальских тиральеров, отряда иррегулярных войск (так называемых гумьеров), двух батарей 65 и 75-мм орудий Soixante-quinze (с фр. — «Семьдесят-пятые») и эскадрона спагов, насчитывая в целом 1230 человек — 1187 солдата и 43 офицера, что было более чем в два раза меньше сентябрьской численности группировки, которой Лиоте впервые не дал возможность провести наступление, видимо считая, что сил может не хватить. Войска отправились поздно ночью, в 2:30 без какого-либо извещения высшего командования о планах. Лавердюр оставил лишь записку, в которой сообщал о том, что собирается окончательно уничтожить лагерь Хамму, принеся победу Франции.
Колонна достигла эль-Херри на рассвете, обнаружив лагерь из 100 «палаток». Большинство боеспособных мужчин в это время покинули лагерь, оставив лишь некомбатантов, из-за чего атака Лавердюра стала полной неожиданностью для амарцигов. Большинство берберов в лагере обнаружили противника лишь тогда, когда французы начали артобстрел и когда рядом с ними стали рваться снаряды. Следом началась кавалерийская атака, которая практически полностью зачистила лагерь, однако не смогла пробиться на вершину холма, где засели солдаты амарцигов и ружейным огнём «нанесли большие потери кавалерии». Лавердюр направил туда пехоту, которая ликвидировала остатки берберов, после чего французы начали разорение лагеря. Хамму, к началу битвы находившийся в лагере, вовремя сбежал, однако две его жены были захвачены. Французы начали возвращаться в Хенифру в 8:30 утра, оставив лагерь берберам из племени Айт-Ишкерн (Aït Ichkern), которые ранее были союзниками Хамму, но затем перешли на сторону французов предполагая, что последний более не в состоянии сопротивляться.

### Контратака амарцигов
Подгоняемые криками своих женщин, все они, даже те, кто раньше, возможно, колебался, появляются отовсюду на горизонте; вперёд, сквозь ливень пулеметного огня и снарядов они несутся, вклиниваясь в подлесок и скалы, пока не достигают французских частей, которые уже не могут идти так быстро, ибо им мешает необходимость нести своих мертвецов, тела которых они должны уберечь от увечий, и своих раненых, которых они должны спасти. Именно так, в 1914 году французская колонна, что отступала из эль-Херри была практически полностью уничтожена.
Первоначально отступлению колонны пытались помешать лишь небольшие группы амарцигов, с которыми французы без особых проблем справились. Однако эти отряды выполнили свою функцию разведки, обнаружив, что в колонне было незначительное количество бойцов. Информация об этом была донесена Зайяни, который вскоре собрал силы, которые французы оценили в 5000 человек. В состав группировки входили не только члены племени Зайяни, но и члены племён Мрабтин, Айт-Харкат, Айт-Ишак и Айт-Ичкерн; последнее также перешло на сторону конфедерации, заметив отступление французов. Их тактика заключалась в том, чтобы при любом удобном случае совершать нападения на фланги и тыл колонны, а также занимать все точки, с которых удобно будет стрелять снайперам:403. Эта тактика была успешна, поскольку вскоре французы обнаружили, что не могут успешно продвигаться вперёд без артиллерийского огня, эффективность которого с каждым часом снижалась из-за рассредоточения амарцигских войск:403. Тем временем значительный отряд берберов, возглавленный племянником Зайяни, Мохой у Акка, двинулся наперерез французам, обходя их силы по флангам и стремясь отрезать им путь обратно в Хенифру.

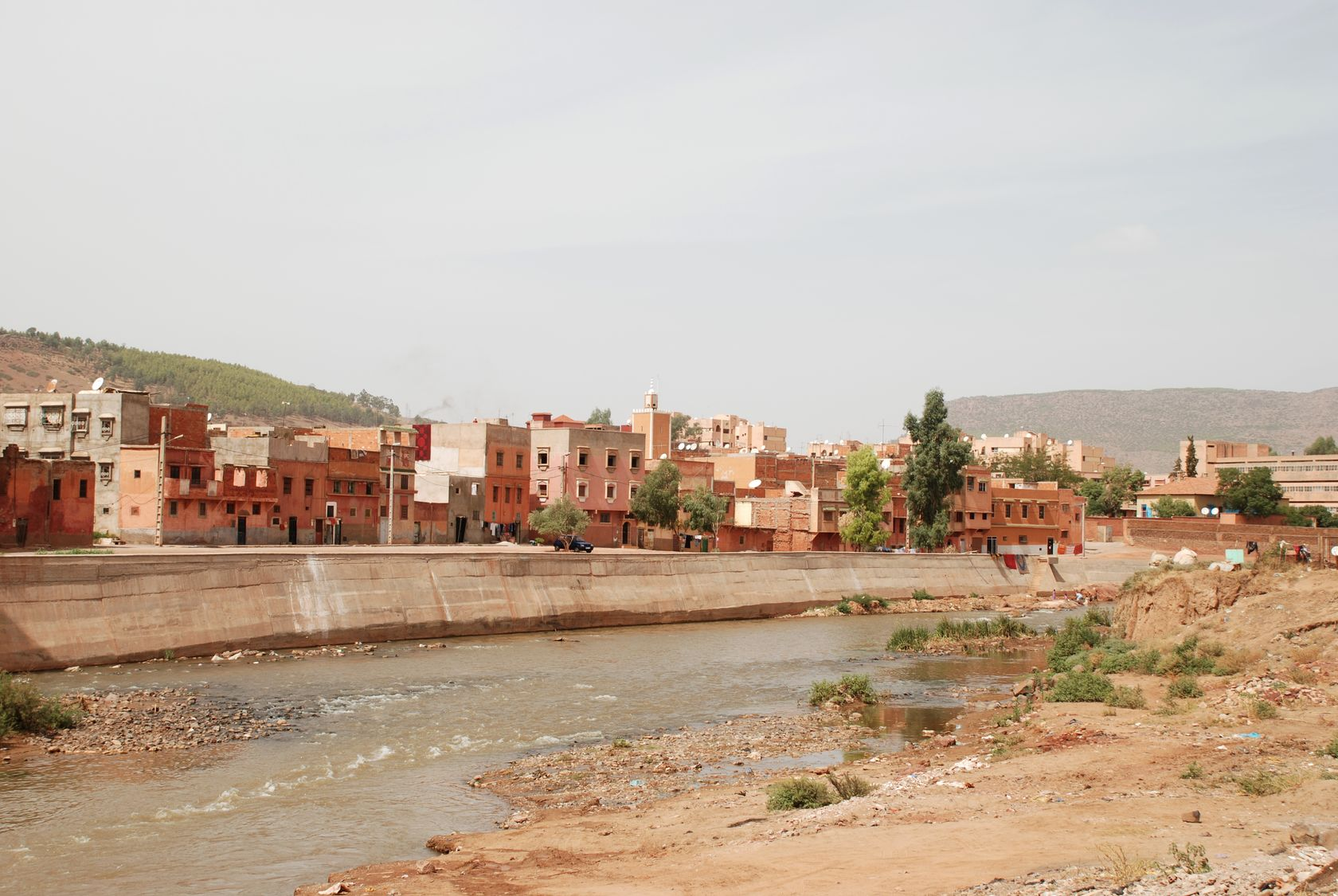
Вид на реку Умм-эр-Рбия близ Хенифры. XXI век.

В этот момент Лавердюр отдал приказ одной из рот своей сенегальской пехоты сформировать колонну и направиться вперёд, чтобы отвезти раненных солдат в Хенифру. Это привело к катастрофе, так как видя, что один из отрядов уходит, оставляя их сражаться с превосходящими силами, некоторые солдаты других рот сломали строй и в панике последовали за ними. Лавердюр попытался организовать отход остальных войск, однако, едва переправившись через реку Чбоука, его арьергард оказался окружён и неоднократно атакован с разных сторон и вскоре оказался захвачен. Орудийные батареи постигла та же участь — их экипажи были перебиты, а сами пушки захвачены амарцигами. Оставшиеся под контролем Лавердюра французы встали в каре, а берберы собрались на горах, после чего начали последнюю атаку отрядом в несколько тысяч человек. Она продлилась лишь несколько минут, в ходе которых построение было прорвано и вся оставшаяся часть колонны вместе с самим Лавердюром погибла. Всех, кто пытался выжить и прятаться амарциги преследовали и убивали без пощады, не взяв ни одного из них в плен.

## Последствия

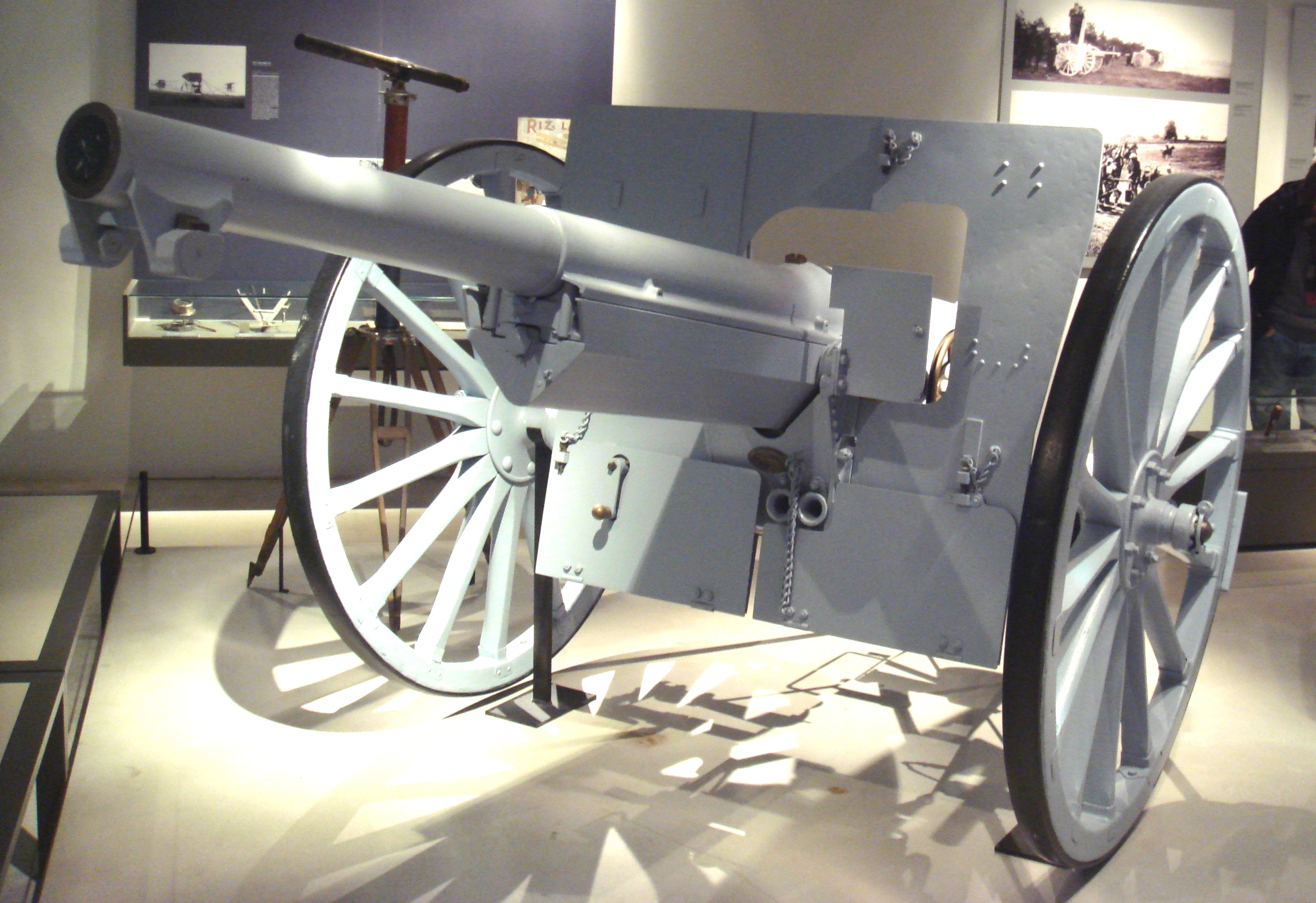
75-мм пушка того же типа, что была потеряна французами при эль-Херри

Выжившие солдаты, раненные в бою, и сопровождавшие их бойцы из отправленной в Хенифру роты вошли в город около полудня, немного опередив преследовавших их берберов, которые остановились с целью разграбить тела убитых французов. Всего из битвы вернулось 176 (171 солдат и 5 офицеров) раненых и 431 (426 солдат и 5 офицеров) солдат в полной боеготовности. Остальные бойцы, 623 человека (590 солдат и 33 офицера) были убиты. Атакующие потеряли не менее 182 человек. По родам войск французы потеряли 218 алжирских и тунисских и 125 сенегальских тиральеров, 37 марокканских гумов, а также 210 французских солдат и 33 французских офицера убитыми. Это был самый серьёзный урон офицерскому составу французской армии за всю войну — погибло или было ранено 90 процентов офицерского состава одной мобильной группы, включая её командира; четверо из пяти раненых офицеров были кавалеристами. Также это оказались самые высокие в процентном соотношении потери за всю войну: французы потеряли убитыми и ранеными 65 % участвовавших в битве войск, а также были вынуждены бросить 4 пулемёта, 630 единиц стрелкового оружия, 62 лошади, 56 мулов, всю артиллерию, походное снаряжение и большую часть личных вещей. Большая часть из этого была взята войсками Хамму после их отхода в горы Среднего Атласа.
Из-за этой битвы, после оценённой командованием Лиоте и Анри как катастрофа, старшим французским офицером в гарнизоне стал капитан Пьер Кролл. Он ныне насчитывал три роты тиральеров (одна из которых была составлена из выживших и достаточно адекватных, чтобы продолжать сражаться, солдат колонны Лавердюра. Организовав оборону города, он немедленно отправил телеграмму Лиоте и Анри, чтобы сообщить им о произошедшем; ранее они даже не догадывались об атаке Лавердюра. Лиоте, потрясённый произошедшем, высказал мнение, что данное поражение может привести к потере всего Марокко. На следующий день значительное количество всадников-амарцигов появилось на холмах к югу и востоку от города, после чего Хенифра была взята в осаду.

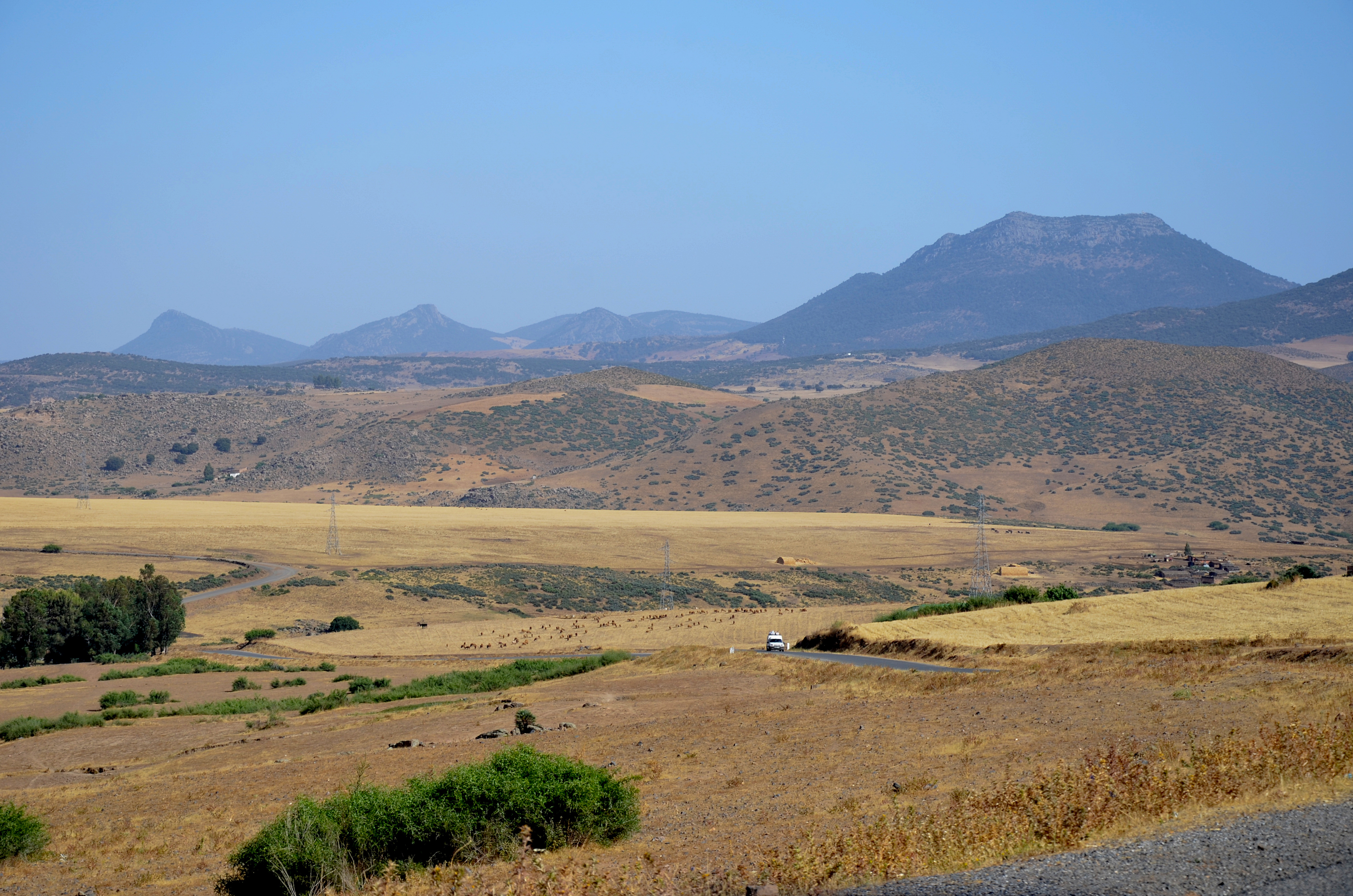
Пейзаж близ Хенифры, фотография XXI века

Анри отбыл из Феса в Мекнес, откуда отправил телеграмму Лиоте с обещанием «нанести сильный и быстрый удар» по позициям противника, чтобы «катастрофа Лавердюра» не угрожала французским позициям в стране. Он также передал, что «все и везде должны осознавать тот факт, что наши силы всё ещё многочисленны и что сильные колонны направились к Хенифре, а каждого предателя ждут репрессии». Он отправил мобильную группу под руководством Ноэля Гарнье-Дюплесси из эль-Граара, а также приказал полковнику Жозефу Деригуа сформировать ещё одну мобильную группу взамен разбитой в Ито для осуществления поддержки. Путь Гарнье-Дюплесси был непростым; он был вынужден пробиваться через группы амарцигов, в связи с чем не смог достигнуть города 16 ноября. Однако наступавшему с другой стороны и объединившемуся с отрядом Деригуа Анри удалось достигнуть города два дня спустя, не встретив почти никакого сопротивления. Другой частью сил, спешивших на помощь Хенифре был 6-й батальон 2-го Французского Иностранного легиона, который выступил из Мрирта и участвовал в боевых действиях в эль-Ханнаме и вдоль реки Умм-эр-Рбия. К концу месяца гарнизон города увеличился до семи тысяч человек, что было наивысшим показателем за всю войну. Анри, Гарнье-Дюплесси и Кролл вскоре после этого получили повышение от Лиоте в знак признательности их заслуг по предотвращению потери Хенифры.
Для демонстрации силы и отсутствия страха, Анри несколько раз провёл свою армию по маршруту Хенифра — эль-Херри 19 и 20 ноября. Его войска видели по дороге множество костров и небольшие боевые группы амарцигов, но в целом они отодвинули свои боевые лагеря подальше от этого района и держались на почтенном расстоянии от французов. Анри, добравшись до деревни, осмотрел поле битвы и приказал похоронить мертвецов. Многие из них были без одежды, а их трупы также были изувечены посмертными кинжальными ранениями. Тела Лавердюра и шести его офицеров были унесены амарцигами в неизвестном направлении; Хамму захватил их как военные трофеи и в дальнейшем вернул французам в обмен на своих жён, захваченных в эль-Херри. Однако перед этим глава конфедерации показывал эти тела, а также другие трофеи, захваченные в битве, вождям других племён, чтобы убедить их поддержать его борьбу. Данная тактика оказалась особо успешна в северном Марокко, где против французов выступило значительное количество ранее нейтральных или союзных берберских племён. И хотя в дальнейшем французы нанесли несколько существенных поражений берберам, битва при эль-Херри уничтожило их репутацию непобедимого врага. Помимо этого в пользу Хамму сыграло и то, что на Западном фронте Первой мировой войны война стала позиционной, а также то, что Османская Турция встала на сторону центральных держав. Оба этих фактора увеличили количество сторонников Мохи.

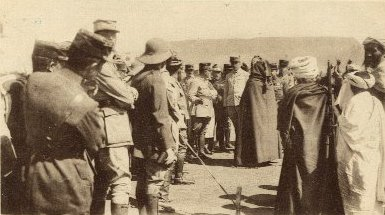
Сын Мохи Хасан сдаётся генералу Поеймирау, Джозеф

Зайянская война также стала позиционной из-за того, что после поражения при эль-Херри французы перешли от тактики стремительного наступления и переговоров к тактике «или вы покоритесь, или умрёте с голоду». В дальнейшем они одерживали в горах Среднего Атласа победу за победой, что восстановило их образ «хозяев Марокко», а также привело к увеличению числа их сторонников среди племён и вынудило амарцигов отходить всё дальше в горы. К 1917 году французы проложили дорогу для военных конвоев прямо через горы, окружив её блокпостами, что ещё более затруднило перемещение войск Хамму. В конце концов, война была закончена не силой, а дипломатией и подкупом, поскольку сыновья Хамму встали на сторону французов в июне 1920 года. Вместе с ними к европейской армии присоединились 3000 «палаток», и через шесть недель лишь 2500 «палаток» амарцигов продолжали сопротивление. Весной следующего года Моха o Хамму Зайяни был убит военным отрядом берберов во главе с одним из сыновей, Хасаном, и вскоре после этого объединённая армия нанесла поражение оставшимся силам амарцигов, положив конец их 7-летнему сопротивлению. В дальнейшем французская экспансия против немногочисленных всё ещё сопротивляющихся берберов продолжилась, и к июню 1922 практически весь Средний Атлас был окончательно захвачен.

### Реакция на поражение

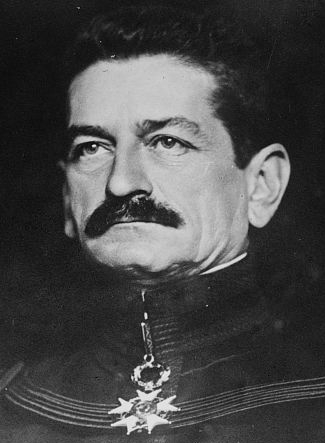
Генерал Шарль Манжен, чья школа могла оказать влияние на действия Лавердюра

Хотя Анри и Лиоте относились к Лавердюру с большим уважением, они обвинили его в данном поражении, причём Юбер описал марш как «плохо подготовленный и настолько же плохо выполненный „акт отсутствия дисциплинированности“». Они оба считали, что Лавердюр сильно неодоценил противника, особенно его способность к наступлению в гористой местности. Также он был обвинён в том, что «имел непростительную неосторожность» показать другим, как можно попытаться не повиноваться приказам ради личной славы и выгоды от скорейшего завершения войны. В телеграмме военному министру Александру Мильерану Лиоте заявил, что умерев на поле боя, Лавердюр спас себя от «самого сурового наказания» по законам войны. Один из выживших офицеров, Жан Пишон также рассказывал, что Лавердюра преследовало «излишне навязчивое искушение победить Хамму».
Возможно, на излишне смелые действия Лавердюра повлияла школа мысли Шарля Манжена, в которой утверждалось, что стремительное наступление и смелое продвижение запугали бы племена североафриканцев и заставили бы их подчиниться. Представители этой школы очень критически относились к Лиоте и его кампании, основанной на переговорах на праве сильного, утверждая, что она стоила излишне больших жертв и что стоило назначить более смелого командира. Манжен имел множество сторонников среди офицеров французских колониальных войск в Марокко, которые стремились скорее окончить войну, чтобы переправить максимум освободившихся сил на Западный фронт. Их также высоко оценила пресса, некоторые аналитики, а также пытались продвинуть некоторые депутаты Палаты представителей. Лиоте был вынужден постоянно бороться с её сторонниками, но даже не надеялся победить людей, что ей следовали, поскольку они были «самодовольны её непогрешимостью и уверены в жалкой неполноценности тех, ей слепо кто не подчинён».

## Наследие
Для французов битва оказалась глубоким потрясением, поскольку они не ожидали, что легковооружённые и слабоорганизованные племена всё же способны одолеть хорошо вооружённую и подготовленную колонну. Сам Лиоте заявлял, что за всю историю их «славной колониальной армии» не было случаев полного разгрома столь важной силы с уничтожением почти всех офицеров, а также исчезновением такого количества вооружения и добычи. В различных источниках битва фигурирует как «тяжелейшее поражение французских войск в Марокко», а также тяжелейшее в Северной Африке и одно из тяжелейших за всю французскую военную историю. Тяжёлые потери привели к пересмотру военной политики Франции в Марокко в годы Первой мировой.
В марокканской прессе битва обычно описывается как историческое событие, героическое сопротивление французской и испанской оккупации, наряду с рядом других подобных сражений. В 1991 году рядом с полем битвы при участии двух марокканских министров был открыт памятный обелиск, на котором перечислены имена всех 182 зарегистрированных французами погибших марокканцев. Хамму в стране величается как «гордый лев» и «герой национального сопротивления».